# Бринк, Ян тен
Ян тен Бринк (нидерл. Jan ten Brink; 15 июня 1834, Аппингедам — 18 июля 1901, Лейден) — голландский писатель

, историк литературы и литературный критик. Доктор богословия (1860).

## Биография
Изучал богословие в Утрехтском университете, одновременно занимался историей литературы. Ещё в студенческие годы, написал награждённое премией сочинение «Gerbrand Adriaensen Brederoô, historisch-aesthetische studie van het Nederlandsch blijspel der 17 eeuw» (Утрехт, 1859) и рассуждение о «Dirck Volckersten Coornhert en zijn Wellevenskunst» (Амстердам, 1860).
Получив докторскую степень по богословию в 1860 году, в том же году отправился в Батавию, где работал домашним учителетем. Принял путешествие по острову Яву, благодаря чему написал: «Ор de grenzen der Preanger, reisschetsen en mijmeringen» (Амстердам, 1861).
В 1862 году вернулся на родину и занял должность учителя голландского языка сначала в Гаагской гимназии, а потом в там же в Высшем городском училище. В 1872 году — редактор художественного журнала «Nederland».
Активно работал на литературном поприще в областях беллетристики и литературной критики.
Главный труд Яна тен Бринка по истории литературы — «Geschiedenis der Noord-Nederlandsche letteren in den XIX euw» (1902). Собрание его историко-литературных произведений вышло в 20 томах — «Litterarische Schetzen en Kritieken» (1882—1888); беллетристические произведения изданы в 13 томах — «Romans en novellen» (1885—1886).

## Избранная библиография
- Gerbrand Adriaensen Brederoó (1859)
- Dirck Volkertsen Coornhert en zijne Wellevenskunst (диссертация, 1860)
- Op de grenzen der Preanger (книга путешествий, 1861)
- Oost-Indische dames en heeren (роман, 1866)
- De schoonzoon van Mevrouw de Roggeveen (роман, 1871—1873)
- Haagsche bespiegelingen (сборник, 1871-75)
- Edward Bulwer-Lytton (исследование, 1873)
- Letterkundige schetsen (1874)
- Jeannette en Juanito (роман, 1877)
- Het verloren kind (роман, 1879)
- Emile Zola (исследование, 1879)
- De familie Muller-Belmonte (роман, 1880)
- Eene schitterende «carrière» (роман, 1881)
- Arnold Leopold Hendrik Ising, in Eigen Haard (1884)
- Causerieën over moderne romans (1884)
- Verspreide letterkundige opstellen (сборник, 1888)
- Geschiedenis der Noord-Nederlandsche letteren in de XIXe eeuw (1888—1889)
- De Roman in brieven (исследование, 1889)
- Geschiedenis der Nederlandsche letterkunde (1897)